# Podgora
Podgora je naselje i općina u Splitsko-dalmatinskoj županiji u Hrvatskoj.

## Zemljopis
Nalazi se podno Biokova i dijelom je Makarskog primorja. Stariji dio naselja na uzvisini je dalje od mora, a u noviji su dio (Kraj) stanovnici uglavnom prešli poslije potresa 1962. godine.
U sastavu općine 5 je naselja: Drašnice, Gornje Igrane, Igrane, Podgora i Živogošće. 

## Povijest
Podgora je bila naseljena još u srednjem vijeku. Krajem 15. stoljeća s Primorskom krajinom dolazi pod osmansku vlast. Prvi pisani spomen iz 1571. svjedoči o dolasku pod mletačku zaštitu nakon osmanskog poraza u bitci kod Lepanta. Područje je često bilo poprištem sukoba: tijekom Kandijskog rata polovicom 17. stoljeća Podgorani su bili uz Mlečane, a borbe su se nastavile i početkom 18. stoljeća. Opustošeno sukobima, 1817. godine naseljeno je stanovništvom iz Imotske krajine i Hercegovine.
U Drugom svjetskom ratu iz bataljuna „Vid Mihaljević“ odvojio se 10. rujna 1942. mornarički vod, pa je taj dan uziman kao dan osnivanja mornarice Narodnooslobodilačke vojske Jugoslavije (NOVJ). Nakon što je 18. prosinca 1942. Vrhovni štab naredio štabu 4. operativne zone Hrvatske osnivanje Sekcije za ratnu mornaricu u Podgori je krajem prosinca osnovana prva »mornarička postaja«, a 23. siječnja 1943. i Prvi mornarički odred s postajama u Podgori i Igranama, koji se zbog pogoršanja ratnih prilika tada nije uspio jače učvrstiti.

## Stanovništvo
Prema popisu stanovništva iz 2011. godine, Općina Podgora imala je 2518 stanovnika. Većina stanovništva su Hrvati s 94,80 %, a po vjerskom opredijeljenju većinu od 82,29 % čine pripadnici katoličke vjere.
| broj stanovnika | 2831  | 3252  | 3450  | 4161  | 4172  | 4462  | 4123  | 3759  | 3263  | 3054  | 2646  | 2503  | 2371  | 2687  | 2884  | 2518  | 2233  |
|                 | 1857. | 1869. | 1880. | 1890. | 1900. | 1910. | 1921. | 1931. | 1948. | 1953. | 1961. | 1971. | 1981. | 1991. | 2001. | 2011. | 2021. |

| broj stanovnika | 1246  | 1416  | 1516  | 1891  | 1962  | 2101  | 1901  | 1794  | 1547  | 1448  | 1261  | 1321  | 1302  | 1452  | 1534  | 1268  | 1181  |
|                 | 1857. | 1869. | 1880. | 1890. | 1900. | 1910. | 1921. | 1931. | 1948. | 1953. | 1961. | 1971. | 1981. | 1991. | 2001. | 2011. | 2021. |

## Poznate osobe
- don Mihovil Pavlinović, hrvatski preporoditelj
- Sveto Letica, hrvatski stožerni admiral i prvi zapovjednik Hrvatske ratne mornarice
- Slaven Letica, profesor sociologije, kolumnist i političar (kao zastupnik u Hrvatskom Saboru)
- Velimir Visković, glavni urednik Hrvatske književne enciklopedije
- Zlatko Plenković, inženjer i gospodarstvenik
- Ante Urlić, kontraadmiral
- Srđan Mrkušić, hrv. nogometaš
- Antun Jakić, novinski izdavač

## Spomenici i znamenitosti
- dva spomenika don Mihovila Pavlinovića (nadgrobni i na rivi)
- spomenik Galebova krila
- česma u Podgori, zaštićeno kulturno dobro

## Sport
- Sportsko društvo Podgora

## Galerija
- Panorama Podgore
- Sirena
- Plaža u Podgori
- Spomenik Mihovilu Pavlinoviću
- Grob Mihovila Pavlinovića na groblju sv. Tekle (tvorac: Ivan Rendić)

## Vanjske poveznice
|  | Zajednički poslužitelj ima još gradiva o temi Podgora |

- Podgorska deklaracija o položaju i javnoj uporabi hrvatskoga jezika u Republici Hrvatskoj i Europskoj uniji

- Stranica Općine Podgora
- Turistička zajednica Podgore